# 主計寮
主計寮（しゅけいりょう）は、律令制において民部省に属した機関。訓はかずえのつかさなど。唐名は金部、比部、度支（たくし）。

## 概要
主計寮は税収（特に調）を把握・監査することが職掌である。具体的には租税の量を計算し､それが規定の量に達しているか監査する。
ただし、『令集解』により、大宝律令と養老律令ではその職掌が変更されていることが知られている。大宝律令では「計納調租財貨」を扱う役所とされていたが、養老律令では「計納調及雑物」に改められ、大宝律令では民部省の職務とされていた「計納国用」「勾用度」が養老律令では「支度国用」「勘勾用度」と改められて新たに追加されている。つまり、大宝律令では（労役の代替としての性格を持つ）庸以外の租税の収納と計量を扱っているのみであったが、養老律令では庸も扱うようになり、財政に関する権限が民部省から移管されて、民部省は勘会（監査）を扱うようになった。
なお、主税寮は租税（特に租）や出挙の帳簿との照合などによる監査を通じて地方財政を管轄した。そのため数学（算道）に関する技術が求められ､算博士が必ず主計寮か主税寮の頭か助を兼務するなど、枢要の職として律令制崩壊後も存続した。主計寮の属(さかん)の一人は廩院の勾当となってその事務に専念した。
主計寮の名称は現在､財務省主計局・主計官に継承されている。

## 職員
- 頭（従五位上 唐名:計部郎中、金部郎中、比部郎中、度支郎中）
- 助（正六位下 唐名:度支員外郎、金部員外郎、比部員外郎）
- 允（唐名:度支部郎）
  - 大允（正七位下）
  - 少允（従七位上）
- 属（唐名:度支主事、金部主事、比部主事）
  - 大属（従八位上）　
  - 少属（従八位下）
- 算師（従八位下 唐名:度支計吏、金部計吏、比部計吏）－計算を専門に行う
- 史生
- 寮掌　新設
- 使部
- 直丁